# ميان رود (إقليد)
ميان رود (بالفارسية: میان‌رود) هي قرية تقع في Ahmadabad Rural District في إيران. يقدر عدد سكانها بـ 141 نسمة بحسب إحصاء 2016.